# Parafia Najświętszego Serca Jezusowego w Sieradzu
Parafia Najświętszego Serca Jezusowego w Sieradzu – parafia w dekanacie sieradzkim II, w diecezji włocławskiej.

## Historia
Parafia powstała 18 czerwca 1982 roku. Kościół według projektu inż. Tadeusza Miziała z Sieradza stanął na pograniczu osiedli: Jaworowego, Kasztanowego i Klonowego. Konstrukcję opracował inż. Dr Tadeusz Urban, adiunkt Politechniki Łódzkiej. Pierwszym administratorem i budowniczym parafii został ks.prał. Józef Kucharski. Kościół dwupoziomowy, murowany z czerwonej cegły, filary i strop żelbetonowe, posadzki marmurowe. Wystrój wnętrza w całości zaprojektował i częściowo wykonał ks. Tadeusz Furdyna SDB z Łodzi. Elementy ceramiczne ołtarza, ambony, Drogi Krzyżowej wykonał plastyk z Włocławka Antoni Bisaga. Na górnych ścianach obrazy biblijne wykonane techniką sgraffitto. Na ścianie ołtarzowej figura ceramiczna Chrystusa Zmartwychwstałego.
W kaplicy dolnej Droga Krzyżowa malowana na płótnie, autorstwa br. Bronisława Podsiadłego TJ z Warszawy. Posadzka z terakoty, ławki dębowe. W kaplicy całodzienna adoracja Najświętszego Sakramentu.
Organy piszczałkowe 51-głosowe, wykonane przez firmę Remigiusza Cynara z Wrocławia.
Trzy dzwony: „Serce Jezusa” – 1650 kg, „Jan Paweł II” – 700 kg, „Józef” – 350 kg, o napędzie elektrycznym, wykonane w Przemyślu u Felczyńskich w 1985 r. Z dzwonnicą złączona kaplica przedpogrzebowa wraz z chłodnią dla zmarłych.
Dwie kaplice publiczne: w szpitalu przy ul. Armii Krajowej 7, w Domu Opieki Społecznej przy ul. Armii Krajowej 34.
Przy parafii działa młodzieżowy zespół muzyczny Soli Deo, Sursum Corda, Boże Nutki oraz chór „Cantate Deo” prowadzony przez Przemysława Pawlaka (od 2017 roku, wcześniej przez organistę Idziego Matyszczaka).

## Proboszczowie
- ks. prał. Józef Kucharski (1981 – 21.09.2005)
- ks. prał. dr Mirosław Miłek (od 2005)